# Негър
Негри пренасочва насам.  За италианския философ вижте Антонио Негри.
Негър (на латински: niger, в превод: черен, тъмен) е обозначение на хората от негроидната раса. Обемът на понятието и съотношението му с чернокож и тъмнокож са спорни, най-често то обозначава представители на негроидната раса. В ненаучната литература обикновено за негри се считат и представителите на капоидната раса – бушмени и койкой. Освен това например в Русия наричат негри също и тъмнокожите мулати, докато в Латинска Америка между тях се прави ясна разлика. В много европейски страни и в Северна Америка думите със същата етимология като „негър“ се схващат като унизителни и расистки. Училище във Филаделфия премахва от програмата за 11-и клас книгата „Приключенията на Хъкълбери Фин“ поради това, че в романа около 200 пъти се повтаря политически некоректната дума негър.

## Негроидни етноси
В този раздел са описани както хората, които принадлежат към негроидната раса, така и тези, които се приемат понякога за негри, като е направено разграничение.
В терминологията „негър“ се използва, за да се идентифицира лице, което генетично принадлежи към един от африканските етноси, първоначално развили се в субсаханиална Африка, поради което и тази територия е била наричана – а в художествената литература все още бива наричана – „черна Африка“.
Такива хора имат типични негроидни черти като:
- тъмна коса и очи
- лице с прогнатизъм (издадени черепни кости)
- широк и плосък нос
- силно изразени устни
- понякога къдраво окосмяване
- дланите са по-светли на цвят.
- кожа значително по-тъмна от тази на европейците. Живота в тропиците води до това тяхната кожа да е много по-богата на пигменти, които защитават от слънчевата радиация. (Практически всички тропически човешки етноси имат тъмна кожа, дори и „по-светлите“ поради различието в пигмента меланин монголоидни популации.)

- нилотици: отличават се с високия си ръст
- суданци
- банту
- малгаши: кръвна смес между пигмеите малеси и банту
- пигмеи: отличават се с ниския си ръст
- бушмени: живеят в Централна Африка, принадлежат към най-древните човешки групи.

Тъмнокожи азиатски етноси:
- андаманци: пигмеи, живеещи на Андамански острови
- негритос: пигмеите на Филипините

Тъмнокожи австралийски етноси:
- австралийски аборигени
- меланезийци
- полинезийци

Тъмнокожи американски етноси:
- наричаните в САЩ „чернокожи“, „цветнокожи“ или „афроамериканци“
- мулати: кръвна смес между бялата раса и негър
- замбоси: кръвна смес между индианец и негър

## Произход, еволюция, значение и стил на думата
Думи с такова звучене възникват в европейските езици през 17 век във връзка с колониализма. Произходът е от исп. negro („черен“), което на свой ред произлиза от лат. niger („тъмен“); скоро след това думата „негър“ се появява и в руския език. С възникване на европейския империализъм и на псевдонаучния расизъм през 19 век думата се разпространява широко, както в обикновената реч, така и в средите на учените. След краха на колониализма през втората половина на 20 век употребата на думите, производни на negro, в множество езици по света силно се ограничава, освен във вулгарната реч (така, от 70-години на XX век в САЩ думата negro практически е изместена от black, което също етимологически означава „черен“ във Франция е приета думата Africain).
Негър означава просто черен на испански, португалски и италиански, всички неолатински езици, тъй като тази дума произлиза от латинското niger със същото значение. До 70-те години това е основната дума аз описване на лице с африкански произход и черен цвят на кожата в тези страни. Често тази единствена дума за тези езици има архаично или презрително значение в английския. Родеещата се дума „негроид“ се използва през 19 век и 20 век в антропологията за обозначаване на тъй наречената раса на хората, произлизащи от Африка.
Въпреки че в Италия с термина се описва само принадлежността към описаната популация поради фонетичната и етимологичната сродност с английското nigger и negro и неговата все по-честа употреба в презрителен смисъл, днес често се смята за политически некоректен, не неутрален и расистки, като вместо него някои предпочитат „от цвета на афроамериканците“; също и терминът „черен“ не е свързан с аурата на расизма, която някои придават на „негър“, поради което „нигър“ не се избягва.
Ситуацията в България, Русия и Украйна се е различавала от Западна Европа и САЩ, поради факта, че хората от негроидната раса са били екзотика и рядкост в Източна Европа. В тези страни думата „негър“ e неутрална и неоскърбителна. Няма признаци това да се променя и сега.
Учените-африканисти в СССР още тогава рядко употребявали думата „негър“ (например, тя практически отсъства в енциклопедическия речник „Африка“ под редакцията на Д. А. Ольдерогге), така както в Африка думите фр. nègre и англ. negro ярко се свързвали с робовладелчеството. Обратно, в текстовете на специалистите по Латинска Америка и особено в текстовете за историята на робството думата „негър“ и сега е неутрална.
В българския народен епос често се явява образа на „църен арапин“. Арапин в случая има значение на африканец и има връзка с гръцката дума "Арапя" със значение Африка, в частност Северна Африка.

## Употреба на термина
През значителна част от 20 век терминът „негър“ е бил използван в частност за обозначаване на африканските роби. И понастоящем в българската и италианската езикова практика думата се използва в тази връзка: с поговорката „работя като негър“ се има предвид „работя като поробен“. Този израз има значение на експлоатация, синоним за някой, който работи вместо друг.
От 19 век във френския език се разпространил метафоричния израз „литературен негър“ (на френски: nègres littéraires), означаващ реалните автори на литературно произведение, което се издава под името на друго лице (фиктивният автор наема „литературни негри“, и тяхното авторство се пази в тайна). Един от най-известните писатели, използващи труда на литературни негри бил Александър Дюма (баща), написал за своя живот повече от 300 романа (вж. подробности в „Тримата Дюма“ на Андре Мороа).
Аналогично, учени, които публикуват работи под чужди име, в Русия понякога наричат „научни негри“. В тази връзка е известна шегата: „Ако автори на статията са академик, професор и аспирант, то тя е писана от аспиранта.“